# Nederlandse kampioenschappen atletiek 1979

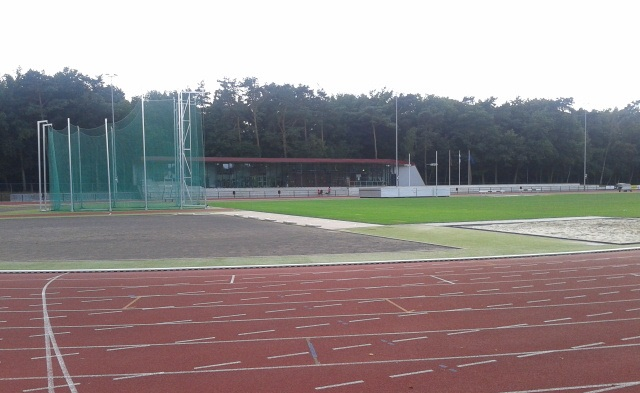
Atletiekbaan Brakkestein, Nijmegen, in 2013

In 1979 werden de Nederlandse kampioenschappen atletiek gehouden op 10, 11 en 12 augustus in sportpark Brakkenstein te Nijmegen. De organisatie lag in handen van de atletiekvereniging AV Nijmegen, ondersteund door kader van CIKO ’66 en De Liemers.
Het werd een sportief geslaagd NK, waar 8.000 toeschouwers op afkwamen en waar een aantal goede prestaties tot stand kwam, met als hoogtepunten twee nationale records op de 400 m horden, een voor Harry Schulting (48,77 s) en een voor Olga Commandeur (58,23 s). Bovendien voldeed hoogspringer Ruud Wielart met een sprong over 2,26 m aan de limiet voor de Olympische Spelen van Moskou.

## Uitslagen

### 100 m
| rang   | atleet             | prestatie |
| ------ | ------------------ | --------- |
| Goud   | Raymond Heerenveen | 10,63 s   |
| Zilver | Henk Brouwer       | 10,65 s   |
| Brons  | Mario Westbroek    | 10,76 s   |

| rang   | atlete           | prestatie |
| ------ | ---------------- | --------- |
| Goud   | Els Vader        | 11,56 s   |
| Zilver | Elly Henzen      | 11,76 s   |
| Brons  | Marjan Olyslager | 11,82 s   |

### 200 m
| rang   | atleet             | prestatie |
| ------ | ------------------ | --------- |
| Goud   | Marcel Klarenbeek  | 21,68 s   |
| Zilver | Raymond Heerenveen | 21,79 s   |
| Brons  | Hans van Santen    | 21,99 s   |

| rang   | atlete         | prestatie |
| ------ | -------------- | --------- |
| Goud   | Els Vader      | 23,71 s   |
| Zilver | Tilly Verhoef  | 23,88 s   |
| Brons  | Tineke Hidding | 24,16 s   |

### 400 m
| rang   | atleet           | prestatie |
| ------ | ---------------- | --------- |
| Goud   | Harry Schulting  | 46,71 s   |
| Zilver | Hugo Pont        | 48,80 s   |
| Brons  | Henk Kraayenhoff | 49,68 s   |

| rang   | atlete          | prestatie |
| ------ | --------------- | --------- |
| Goud   | Tilly Verhoef   | 53,27 s   |
| Zilver | Liliane Mandema | 54,05 s   |
| Brons  | Connie Vermazen | 55,02 s   |

### 800 m
| rang   | atleet            | prestatie |
| ------ | ----------------- | --------- |
| Goud   | Arno Körmeling    | 1.49,2    |
| Zilver | Ronaldo Mercelina | 1.51,1    |
| Brons  | Wybo Lelieveld    | 1.51,4    |

| rang   | atlete         | prestatie |
| ------ | -------------- | --------- |
| Goud   | Elly van Hulst | 2.05,7    |
| Zilver | Karin de Nijs  | 2.06,2    |
| Brons  | Saskia Brouwer | 2.06,7    |

### 1500 m
| rang   | atleet       | prestatie |
| ------ | ------------ | --------- |
| Goud   | Joost Borm   | 3.43,2    |
| Zilver | Henk Lindner | 3.43,6    |
| Brons  | Cor Louws    | 3.45,9    |

| rang   | atlete         | prestatie |
| ------ | -------------- | --------- |
| Goud   | Tineke Kluft   | 4.20,2    |
| Zilver | Karin de Nijs  | 4.21,1    |
| Brons  | Elly van Hulst | 4.21,6    |

### 5000 m/3000 m
| rang   | atleet        | prestatie |
| ------ | ------------- | --------- |
| Goud   | Klaas Lok     | 13.59,8   |
| Zilver | Rudie Verriet | 14.01,4   |
| Brons  | Henk Mentink  | 14.01,7   |

| rang   | atlete          | prestatie |
| ------ | --------------- | --------- |
| Goud   | Tineke Kluft    | 9.16,9    |
| Zilver | Carla Beurskens | 9.22,6    |
| Brons  | Marga Wiegman   | 9.31,3    |

### 10.000 m
| rang   | atleet         | prestatie |
| ------ | -------------- | --------- |
| Goud   | Klaas Lok      | 28.44,4   |
| Zilver | Gerard Nijboer | 29.12,8   |
| Brons  | Piet Vonck     | 29.25,0 * |

 *Aanvankelijk werd Hugo van Duysse derde in 29.18,9. Deze werd later uit de uitslag geschrapt wegens Belgische nationaliteit.

### 110 m horden/100 m horden
| rang   | atleet          | prestatie |
| ------ | --------------- | --------- |
| Goud   | Bert Knollema   | 14,71 s   |
| Zilver | Paul Wijnbergen | 14,79 s   |
| Brons  | Freddy Burgoss  | 14,97 s   |

| rang   | atlete           | prestatie |
| ------ | ---------------- | --------- |
| Goud   | Tineke Hidding   | 14,15 s   |
| Zilver | Marjan Olyslager | 14,44 s   |
| Brons  | Els Stolk        | 14,58 s   |

### 400 m horden
| rang   | atleet          | prestatie |
| ------ | --------------- | --------- |
| Goud   | Harry Schulting | 49,09 s * |
| Zilver | Hugo Pont       | 51,86 s   |
| Brons  | Henk Kort       | 53,71 s   |

| rang   | atlete           | prestatie    |
| ------ | ---------------- | ------------ |
| Goud   | Olga Commandeur  | 58,23 s (NR) |
| Zilver | Truus van Amstel | 59,08 s      |
| Brons  | Elly Fiere       | 61,05 s      |

 *Schulting liep in de series met 48,73 s een nieuw nat. record.

### 3000 m steeple
| rang   | atleet                | prestatie |
| ------ | --------------------- | --------- |
| Goud   | Hans Koeleman         | 8.58,0    |
| Zilver | Martien van der Hoorn | 9.00,5    |
| Brons  | Evert van Ravensberg  | 9.02,4    |

### 20 km snelwandelen
| rang   | atleet                     | prestatie |
| ------ | -------------------------- | --------- |
| Goud   | Dirk Maassen van den Brink | 1:43.33,2 |
| Zilver | Nico Schroten              | 1:44.29,8 |
| Brons  | Piet op ‘t Broek           | 1:47.50,6 |

### Verspringen
| rang   | atleet            | prestatie |
| ------ | ----------------- | --------- |
| Goud   | Roy Sedoc         | 7,31 m    |
| Zilver | Jeroen Bronwasser | 7,01 m    |
| Brons  | Ed Trumpet        | 6,97 m    |

| rang   | atlete           | prestatie |
| ------ | ---------------- | --------- |
| Goud   | Sylvia Barlag    | 6,11 m    |
| Zilver | Edine van Heezik | 6,02 m    |
| Brons  | Tineke Hidding   | 6,00 m    |

### Hink-stap-springen
| rang   | atleet            | prestatie |
| ------ | ----------------- | --------- |
| Goud   | Roy Sedoc         | 15,89 m   |
| Zilver | Peter van Leeuwen | 15,59 m   |
| Brons  | Eddy IJzerman     | 15,02 m   |

### Hoogspringen
| rang   | atleet           | prestatie |
| ------ | ---------------- | --------- |
| Goud   | Ruud Wielart     | 2,26 m    |
| Zilver | Raymond de Vries | 2,14 m    |
| Brons  | Eric Rollenberg  | 2,14 m    |

| rang   | atlete          | prestatie |
| ------ | --------------- | --------- |
| Goud   | Sylvia Barlag   | 1,81 m    |
| Zilver | Mirjam van Laar | 1,75 m    |
| Brons  | Joke de Jong    | 1,75 m    |

### Polsstokhoogspringen
| rang   | atleet           | prestatie |
| ------ | ---------------- | --------- |
| Goud   | Eltjo Schutter   | 4,85 m    |
| Zilver | Hans van der Pal | 4,50 m    |
| Brons  | Mark van Vliet   | 4,50 m    |

### Kogelstoten
| rang   | atleet      | prestatie |
| ------ | ----------- | --------- |
| Goud   | Sjaak Ruhl  | 16,49 m   |
| Zilver | Harm Hummel | 15,86 m   |
| Brons  | Rob Hermans | 15,42 m   |

| rang   | atlete         | prestatie |
| ------ | -------------- | --------- |
| Goud   | Jennifer Smit  | 15,21 m   |
| Zilver | Tine Schenkels | 14,13 m   |
| Brons  | Betty Bogers   | 13,81 m   |

### Discuswerpen
| rang   | atleet       | prestatie |
| ------ | ------------ | --------- |
| Goud   | Harry Zitzen | 51,56 m   |
| Zilver | Sjaak Ruhl   | 50,66 m   |
| Brons  | Piet Meydam  | 48,04 m   |

| rang   | atlete       | prestatie |
| ------ | ------------ | --------- |
| Goud   | Ria Stalman  | 53,68 m   |
| Zilver | Bea Wiarda   | 51,04 m   |
| Brons  | Betty Bogers | 50,06 m   |

### Speerwerpen
| rang   | atleet           | prestatie |
| ------ | ---------------- | --------- |
| Goud   | Dirk Kooreman    | 68,64 m   |
| Zilver | Rob van Bokhoven | 64,04 m   |
| Brons  | Piet Olofsen     | 61,76 m   |

| rang   | atlete                 | prestatie |
| ------ | ---------------------- | --------- |
| Goud   | Elly van Beuzekom-Lute | 51,12 m   |
| Zilver | Lida Berkhout          | 50,26 m   |
| Brons  | Gerda Blokziel         | 43,58 m   |

### Kogelslingeren
| rang   | atleet           | prestatie |
| ------ | ---------------- | --------- |
| Goud   | Wil van Uythoven | 52,46 m   |
| Zilver | Frank Eilander   | 49,78 m   |
| Brons  | Peter van Noort  | 48,20 m   |

1904 · 
1908 · 
1909 · 
1910 · 
1911 · 
1912 · 
1913 · 
1914 · 
1915 · 
1917 · 
1918 · 
1919 · 
1920 · 
1921 · 
1922 · 
1923 · 
1924 · 
1925 · 
1926 · 
1927 · 
1928 · 
1929 · 
1930 · 
1931 · 
1932 · 
1933 · 
1934 · 
1935 · 
1936 · 
1937 · 
1938 · 
1939 · 
1940 · 
1941 · 
1942 · 
1943 · 
1944 · 
1946 · 
1947 · 
1948 · 
1949 · 
1950 · 
1951 · 
1952 · 
1953 · 
1954 · 
1955 · 
1956 · 
1957 · 
1958 · 
1959 · 
1960 · 
1961 · 
1962 · 
1963 · 
1964 · 
1965 · 
1966 · 
1967 · 
1968 · 
1969 · 
1970 · 
1971 · 
1972 · 
1973 · 
1974 · 
1975 · 
1976 · 
1977 · 
1978 · 
1979 · 
1980 · 
1981 · 
1982 · 
1983 · 
1984 · 
1985 · 
1986 · 
1987 · 
1988 · 
1989 · 
1990 · 
1991 · 
1992 · 
1993 · 
1994 · 
1995 · 
1996 · 
1997 · 
1998 · 
1999 · 
2000 · 
2001 · 
2002 · 
2003 · 
2004 · 
2005 · 
2006 · 
2007 · 
2008 · 
2009 · 
2010 · 
2011 · 
2012 · 
2013 · 
2014 · 
2015 · 
2016 ·
2017 ·
2018 ·
2019 ·
2020 ·
2021 ·
2022 ·
2023 ·
2024 ·
2025